# Mustapha Faris
Pour les articles homonymes, voir Faris.
Ne pas confondre avec Mustapha Farès, juriste marocain
Mustapha Faris, né le 17 décembre 1933 à Casablanca et mort le 31 janvier 2023 à Rabat, est un homme d'état, banquier et auteur marocain,,,.

## Biographie
Fils de Sidi Abdelkader Faris (haut fonctionnaire issu d'une famille de notables d'Essaouira), il occupe le poste de ministre du Plan et du développement du gouvernement Benhima, ministre des Finances du gouvernement Lamrani II, ministre de l'Agriculture et de la Réforme agraire, ministre des affaires étrangères par intérim du gouvernement Osman II. Il est blessé par balles lors du Coup d'État des aviateurs.
Diplômé de l'École nationale des ponts et chaussées (1959, « promotion Boulloche »), il est nommé PDG de la Banque marocaine pour le commerce et l'industrie (BMCI) en 1994, après avoir été pendant 15 ans président de la Banque nationale pour le développement économique (BNDE).
Il a également occupé plusieurs fonctions dans d'importantes institutions financières comme Bank Al-Maghrib, la BMCE, le CIH et la SNI.
Il publie en 2018 le livre Regards croisés sur l'amitié : La coopération technique franco-marocaine (L'Harmattan), en collaboration avec Jacques Bourdillon.

## Autres attributions
- Vice-président de l'Union des banques maghrébines.
- Vice-président du Word Food Council (en).
- Vice-président de la commission internationale des grands barrages.
- Vice-président de la Banque Arabe Internationale d'Investissement, à Paris.
- Membre du Business Advisory Council de la Société financière internationale.
- Conseiller auprès de l'Ordre souverain de Malte, de 2012 à 2019.
- Président du Comité d'Honneur et de Soutien de l'Orchestre Philharmonique du Maroc.
- Président d'Honneur des Ciments du Maroc.
- Président d'Honneur de la BMCI Groupe BNP Paribas[8].
- Administrateur de la BMCI Groupe BNP Paribas, Les Eaux Minérales d'Oulmès (LEMO)[9], les Ciments du Maroc, Auto Nejma[10].

## Distinctions
Mustapha Faris est porteur du Ouissam alaouite. Il est aussi commandeur de l'Ordre national de la Légion d'honneur, grand-croix de l'Ordre du Mérite civil espagnol et porteur de l'Ordre national du Mérite roumain. 